# Sü Te-mej
Sü Te-mej, čínsky pchin-jinem Xú Démèi, znaky 徐徳妹 (* 23. května 1967 Če-ťiang) je bývalá čínská oštěpařka, mistryně světa z roku 1991.

## Sportovní kariéra
Svých nejlepších výsledků dosáhla na začátku 90. let 20. století. V roce 1991 zvítězila v hodu oštěpem nejdříve na mistrovství Asie a poté i na mistrovství světa. Na světovém šampionátu v Tokiu si při vítězství vytvořila osobní rekord 68,78 metru.